# امرداها
امرداها (به لاتین: Amardaha) یک منطقهٔ مسکونی در نپال است که در Kosi Zone واقع شده‌است.

## خصوصیات
امرداها ۱۲٬۳۶۱ نفر جمعیت دارد.